# Parafia Narodzenia Najświętszej Maryi Panny i św. Wolfganga w Borowie (powiat strzeliński)
Parafia Narodzenia Najświętszej Maryi Panny i św. Wolfganga w Borowie (powiat strzeliński) – znajduje się w dekanacie borowskim w archidiecezji wrocławskiej. Jej proboszczem jest ks. Zbigniew Sowiński. Obsługiwana przez kapłana archidiecezjalnego. Erygowana w XIII wieku. Księgi metrykalne prowadzone od 1945 r.

## Kościoły i kaplice
- Borów - kościół parafialny pw. Narodzenia Najświętszej Maryi Panny i św. Wolfganga
- Mańczyce - kaplica mszalna pw. Chrystusa Króla
- Borów - kaplica cmentarna pw. św. Maksymiliana Kolbego

## Wspólnoty i Ruchy
- Eucharystyczny Ruch Młodych
- Rada Parafialna
- Schola
- Grupa Charytatywna Caritas i wolontariat
- Żywy Różaniec
- Stowarzyszenie MB Patronki Dobrej Śmierci
- Rodzina Jasnogórska
- Ministranci
- Lektorzy